# Bocages honingzuiger
De Bocages honingzuiger (Nectarinia bocagii) is een zangvogel uit de familie Nectariniidae (honingzuigers).

## Verspreiding en leefgebied
Deze soort komt voor in de hooglanden van centraal Angola en zuidwestelijk Congo-Kinshasa.